# Micção

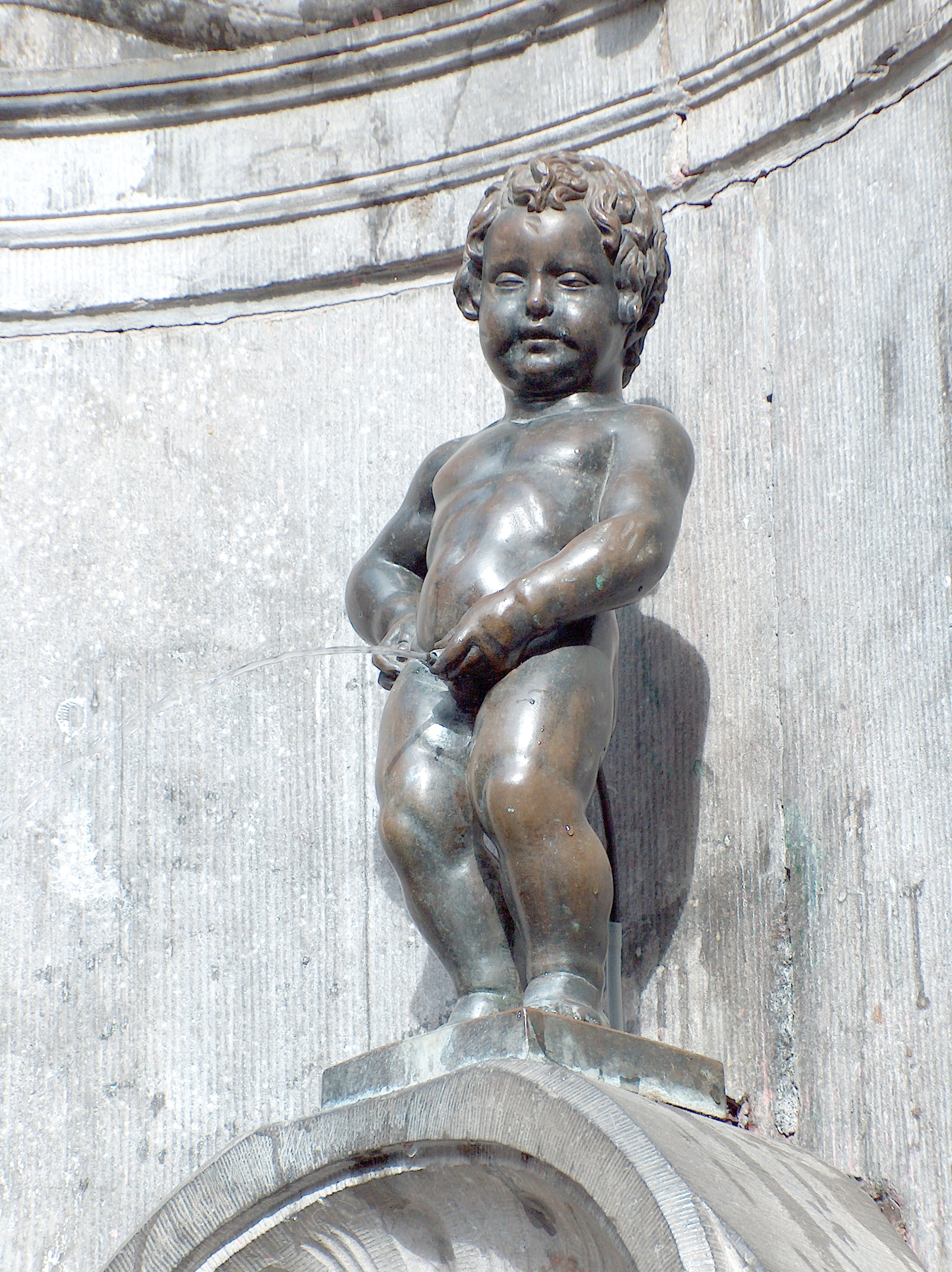
Manneken Pis, um monumento localizado em Bruxelas, na Bélgica, exibe um garoto a urinar.

Micção é o ato de expelir urina, voluntariamente ou não.
A capacidade média da bexiga de um adulto é de 700 a 800 ml, mas o estímulo é percebido a partir de 270 - 310 ml. As mulheres começam a sentir o estímulo mais tarde que os homens, pois a bexiga esférica contém volumes um pouco maiores.

## Fisiologia
A micção é controlada pelo sistema nervoso, que possui vários pontos envolvidos na coordenação dos órgãos do sistema urinário. Estes diferentes núcleos localizam-se no cérebro e medula espinhal e estão conectados entre si e com os diferentes órgãos do sistema urinário.
O controle da continência é realizado por músculos chamados esfíncteres, localizados na base da bexiga (colo vesical) e na parede da uretra. Na maior parte do tempo, estes músculos atuam fechando o colo vesical e a uretra (como um barbante amarrado ao redor da boca de um balão) de forma a impedir a saída de urina. Podem ser contraídos voluntariamente para impedir a saída de urina. Os músculos do assoalho pélvico são importantes para o controle da micção especialmente nas mulheres, em quem são responsáveis por sustentar os órgãos pélvicos. Quando enfraquecidos, levam ao prolapso (descida) destes órgãos e à condição denominada "bexiga caída". Na micção, os esfíncteres se relaxam e a uretra abre-se para a livre passagem da urina. Ao mesmo tempo, o músculo da parede vesical contrai-se e força a urina para fora da bexiga. Ao final da micção, quando a bexiga já se esvaziou, os esfíncteres se contraem novamente e a bexiga interrompe sua contração e relaxa.
O ciclo normal da micção pode ser dividido em duas fases: a primeira de enchimento vesical, onde a bexiga acomoda quantidade crescentes de urina sem aumentar a pressão no seu interior. Isto permite a livre drenagem de urina proveniente dos rins através dos ureteres. Durante esta fase, o esfíncter uretral se mantém contraído para evitar vazamento da urina. Quando a bexiga está cheia, receptores transmitem esta informação para o cérebro e, desde que possamos ir ao banheiro, o cérebro desencadeia o processo de micção com contração da bexiga e relaxamento do esfíncter resultando no ato de urinar com bom jato, pequena elevação da pressão dentro da bexiga e esvaziamento completo da mesma.
Esta segunda fase é denominada fase miccional e ao seu final reiniciamos todo o ciclo da micção. O esfíncter urinário além deste mecanismo automático também possui controle voluntário. Por esta razão podemos interromper o fluxo urinário durante a micção sempre que desejarmos. Além disto, a contração persistente do esfíncter inibe a contração da bexiga. Como podemos notar, todo o controle das duas fases da micção é realizado pelo sistema nervoso a partir do cérebro através da medula espinhal e posteriormente através dos nervos que vão para a bexiga. Por esta razão, as doenças neurológicas geralmente afetam a micção. Os recém-nascidos ainda não têm o sistema nervoso completamente desenvolvido e, por isto, não têm ainda o controle voluntário da micção. Por esta razão urinam de forma reflexa ou seja, cada vez que a bexiga se enche ela se contrai, o esfíncter relaxa e ela se esvazia. Este controle só é adquirido por volta de 2 a 4 anos de idade.
Existe um lugar próprio para urinar, que é o o banheiro. Pode-se usar o vaso sanitário ou o mictório (usado por homens).

## Valores
A bexiga serve como um regulador para a urina continuamente formados nos rins. Esta deve ser esvaziada, em uma ingestão normal de líquidos, geralmente de duas a seis vezes por dia através da uretra. A eliminação de urina é geralmente de 400 ml, mas não há valores universalmente aceites.
Não há diferença entre homens e mulheres em relação à estimulação da micção, como mostra toda pesquisa. Parece, no entanto, que as mulheres começam a sentir a plenitude da bexiga mais tarde que os homens (ou seja, em volumes mais altos), uma vez que sua bexiga é de forma esférica e, portanto, sujeita a menos pressão; a bexiga masculina é mais alongada e sente o enchimento um pouco mais cedo. A presença da próstata, que naturalmente ocupa um certo volume, também parece influenciar um pouco a sensibilidade.
As análises realizadas mostram, de fato, que o primeiro sinal de enchimento (formigamento quase imperceptível, diferente do estímulo) é sentido em 244 ml para a bexiga feminina e 186 ml para a masculina, sem variabilidade particular de indivíduo para indivíduo, pois esse número depende apenas do controle nervoso e não do tamanho da bexiga. O verdadeiro desejo de urinar (o estímulo, também conhecido como "urgência 2") ocorre em torno de 310 ml para mulheres e 270 ml para homens, com variabilidade mínima vinculada a fatores ambientais (frio, umidade, ...).
Finalmente, quando a bexiga é preenchida por uma grande parte (aproximadamente 400 ml para ambos os géneros, um pouco maior nas mulheres), o estímulo se torna menos suportável e a real urgência começa. No entanto, as pessoas tendem a se libertar primeiro se houver um banheiro disponível, com um volume vazio médio igual a 382 ml para mulheres e 346 ml para homens. Além disso, as análises realizadas tendem a indicar que as mulheres esvaziam a bexiga com classes de urgência ligeiramente inferiores às dos homens, tendo, portanto, um pouco menos de necessidade (colocando a urgência de 0 a 4, as mulheres tendem a esvaziar quando o estímulo atinge 2,3 e os homens em 2,5).
Finalmente, no que diz respeito à capacidade cistométrica máxima (isto é, o volume além do qual a bexiga esvazia involuntariamente), ela varia perceptivelmente de acordo com o indivíduo, sem qualquer diferença relacionada ao sexo, e está entre 700 e 800 ml. Essa capacidade pode ser aumentada em menor grau com exercícios e treinamentos. Em casos graves de retenção aguda, foi demonstrado que a bexiga pode conter entre 4500 e 5000 ml de urina antes da ruptura.
Quanto ao volume esvaziado ao acordar ou à noite, geralmente é maior que o urinado durante o dia, mas não há dados determinados. As investigações realizadas tendem a indicar um volume médio, para a primeira micção da manhã, igual a 602 ml nas mulheres e 565 ml nos homens. Porém, como o sono inibe o estímulo, é possível que a bexiga acumule quantidades ainda maiores antes de induzir o despertar, na ordem de 700 - 800 ml. Há uma tendência a considerar 800 ml como o volume máximo que pode ser mantido de forma independente (para ambos os sexos, dia e noite): além disso, é provável que o reflexo incondicional cause o esvaziamento automático e prorrogável do órgão.
A quantidade diária de micção varia relativamente de pessoa para pessoa, também porque a diurese (quantidade de urina produzida) difere para cada um, dependendo de vários fatores. Normalmente, a diurese, para a mesma quantidade de líquidos, é muito maior nas mulheres, porque os homens respiram em média mais volumes e absorvem mais água, pois seu corpo contém uma quantidade significativamente maior (80% contra 60%), como a densidade corporal denota). Em média, o número de micções em um indivíduo de pelo menos 14 anos varia de quatro a seis (ou sete) vezes por dia para 1500 - 2500 ml de urina total expelida; sete (ou oito) micções diurnas ou mais de uma micção noturna são consideradas sintomas de hiperatividade da bexiga. Embora não exista uma definição precisa, há uma tendência a falar de hiperatividade acentuada da bexiga quando o primeiro sinal de enchimento é percebido em 150 ml ou menos e o primeiro estímulo abaixo de 200 ml e / ou quando o volume urinário cai abaixo de 300 ml. Para manter a bexiga em treinamento, os especialistas recomendam esvaziar pelo menos 400 ml por vez, embora a utilidade real desse conselho seja discutida.
Um caso específico a ser analisado é a micção noturna (noctúria), que afeta mais de 86% dos homens com mais de 50 anos de idade. Como regra, isso não deve ocorrer em homens e mulheres jovens, mas em homens idosos é considerado normal desde que o número de micções não exceda 2 (ou 3) vezes por 8 horas de sono. Além de enfraquecer a bexiga, as principais causas do distúrbio são os problemas da próstata ou da vesícula seminal - que quase sempre afetam a própria bexiga.
A partir das análises envolvidas, parece que um resíduo reduzido de urina na bexiga é perfeitamente normal, especialmente com o aumento da idade, mas também em jovens. Portanto, não seria uma questão de retenção se o volume restante for relativamente pequeno ou devido ao fato de que a pessoa evitou deliberadamente expulsar todo o conteúdo, "empurrando" para o fundo. Segundo os especialistas, um volume residual de 100 ml é no máximo aceitável, mas apenas se o paciente não tiver deliberadamente concluído a expulsão; se, a pedido do médico, esvaziar o volume restante, o paciente não puder fazê-lo, a condição exigirá uma investigação mais aprofundada, embora ainda não esteja classificada como "retenção". Um volume residual de 50 ml, no entanto, é considerado perfeitamente normal e não é fonte de nenhum problema. Frequentemente, a bexiga não é esvaziada completamente porque o paciente não percebe o volume restante, uma vez que a bexiga não envia nenhum sinal de enchimento antes de 270 - 310 ml. Nos idosos, fraqueza muscular e aumento da próstata podem ser a causa do esvaziamento incompleto.